# Programa Indiano de Defesa de Mísseis Balísticos

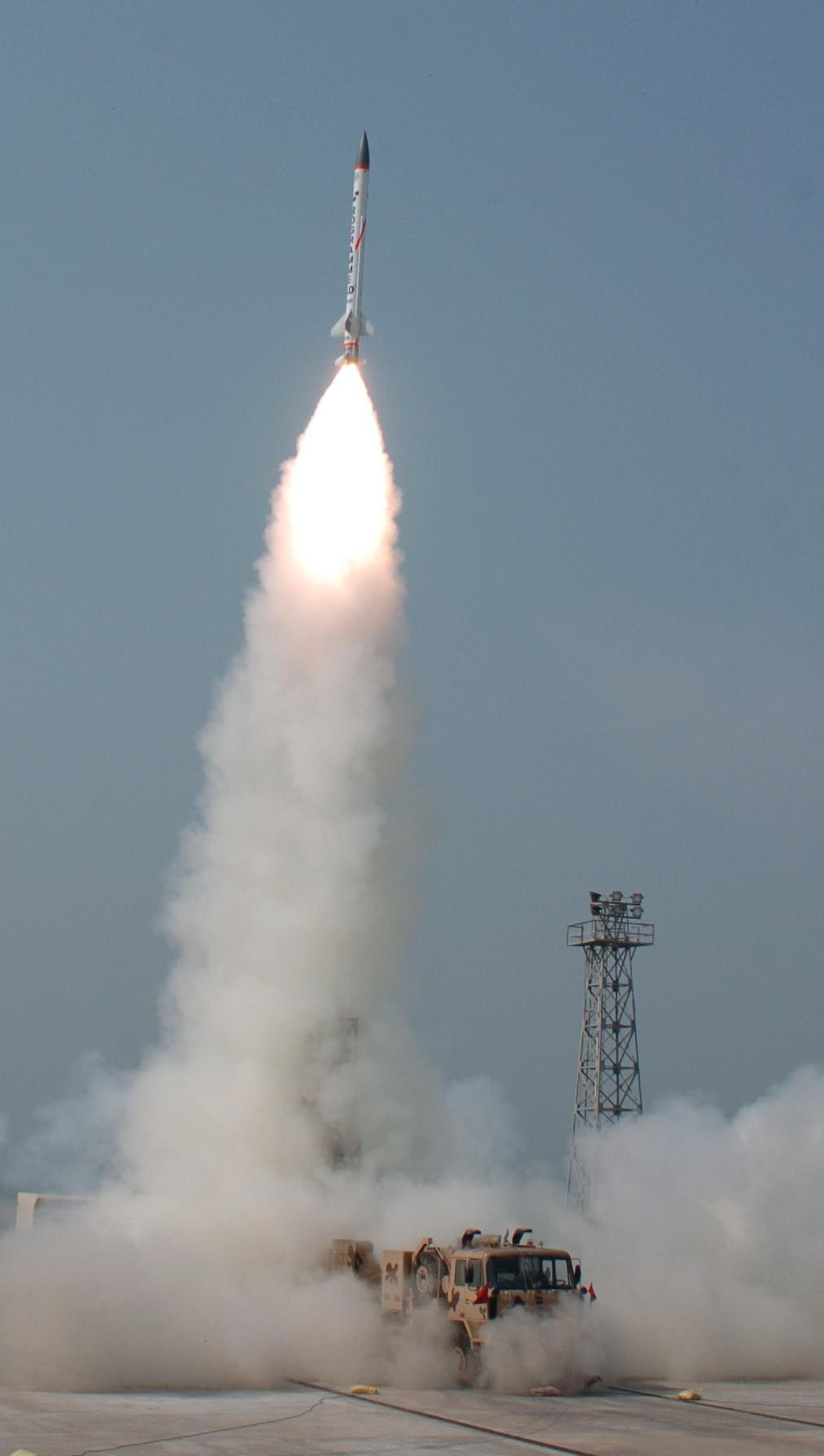
Lançamento do míssil Advanced Air Defence (AAD).

Programa Indiano de Defesa de Mísseis Balísticos (em inglês:  Indian Ballistic Missile Defence Programme) é uma iniciativa do governo indiano de desenvolver e dispor de um sistema de mísseis antibalísticos de multi-estágios para proteção da Índia de ataques de mísseis balísticos.

## Reações internacionais

### Paquistão
Seguido do teste bem sucedido no dia 15 de maio de 2016, o Paquistão em 20 de maio de 2016 mostrou preocupação acerca do teste militar indiano do míssil interceptador supersônico:
| “ | Tome todas as medidas necessárias para aumentar as capacidades de defesa do país. | ” |
|   | — Sartaj Aziz (2016, primeiro-ministro de relações exteriores) .                  |   |

### Estados Unidos
De acordo com o secretário do departamento americano de defesa, Ashton Carter, há um potencial de cooperação com a Índia em desenvolver um escudo de mísseis antibalísticos (BMD), afirmou durante a sua visita a Índia em julho de 2012:
| “ | É uma área com uma potencial importância para a nossa futura cooperação. | ” |
|   | — Ashton Carter (2012, secretário do Departamento de Defesa) .           |   |